# جین سه یون
جین سه یون (کره‌ای: 진세연؛ زادهٔ ۱۵ فوریه ۱۹۹۴) بازیگر اهل کره جنوبی است. از مجموعه‌های تلویزیونی برجسته‌ای که وی در آن‌ها به ایفای نقش پرداخته می‌توان به ماسک عروس (۲۰۱۲), دکتر غریبه (۲۰۱۴)، افسانه اوک‌نیو (۲۰۱۶) و شاهزاده بزرگ (۲۰۱۸) اشاره کرد.

## زندگی هنری

### شروع فعالیت و موفقیت‌ها
جین سه یون کار خود را به عنوان یک آیدل کره‌ای برای گروه دخترانه Jewelry، تحت عنوان استار امپرو انترتینمنت آغاز کرد. مدتی زیادی طول نکشید که او شروع به حضور در تبلیغات تلویزیونی مختلف کرد که سپس او را به سمت بازیگری سوق داد. اگرچه اولین نقش او در درام اس‌بی‌اس اشکالی نداره دختر بابا (۲۰۱۰) بود اما اولین بازیگری او در واقع برای فیلم سفید: آواز گرگ (۲۰۱۱) است. او سپس در درامای ویژه کی‌بی‌اس با مضمون لزبین‌های بحث‌برانگیز با نام Daughters of Bilitis Club بازی کرد و بخش نوجوانی نقش بازیگر هان جی هی، (شخصیت اصلی زن در سریال دو دوست) را به تصویر کشید.
اولین شانس او برای بازی در نقش اصلی زمانی بود که او در تست بازیگری شخصیت اصلی درام روزانهٔ دختر گل من (۲۰۱۱) برنده شد. او موقعیت بازیگر اصلی خود را با درام تاریخی تحسین شده ماسک عروس (۲۰۱۲) تثبیت کرد. از آن زمان، جین در ژانرهای مختلف، از جمله ملودرام موزیکال پنج انگشت (۲۰۱۲)، درام پزشکی-جاسوسی دکتر غریبه (۲۰۱۴)، و فیلم کمدی-رمانتیک «دشمنان قانون»، ایفای نقش کرده است.

### نقش‌های اصلی و افزایش محبوبیت
در سال ۲۰۱۶، جین نقش قهرمان فیلم جنگی پرفروش تابستانی، عملیات کرومیت را در کنار لیام نیسون و لی جونگ-جه بازی کرد. سپس او به عنوان قهرمان درام تاریخی افسانه اوک‌نیو در پنجاه و پنجمین سالگرد تأسیس ام‌بی‌سی به کارگردانی، کارگردان مشهور لی بیونگ هون انتخاب شد.
در سال ۲۰۱۸، محبوبیت جین به دلیل بازی او در درام تاریخی شاهزاده بزرگ افزایش یافت. این سریال در رتبه‌بندی موفقیت‌آمیز بود، و تبدیل به بالاترین امتیاز درام تلویزیونی تی‌وی چوسان از زمان تأسیس این شبکه در سال ۲۰۱۱ شد.
در سال ۲۰۱۹، جین در درام فانتزی-معمایی آیتم بازی کرد. در همان سال او برای بازی در درام عاشقانه-تاریخی ملکه: عشق و جنگ انتخاب شد.
در سال ۲۰۲۰، جین برای بازی در درام فانتزی-معمایی تولد دوباره در کنار جانگ کی-یونگ و لی سوهیوک انتخاب شد.

## زندگی شخصی
جین در اواخر سال ۲۰۱۲ فاش کرد که در رزومه خود یک سال به سن واقعی خود اضافه کرده است، در واقع او در سال ۱۹۹۴ متولد شده است و نه در سال ۱۹۹۳. آژانس او توضیح داد: «جین سه یون تنها ۱۷ سال داشت که اولین بازی خود را انجام داد. او آنقدر جوان بود که گرفتن هر نقشی برایش سخت بود. به همین دلیل یک سال به سن او اضافه کردیم.»
جین همچنین شایعه‌ای مبنی بر اینکه او از خانواده‌ای ثروتمند و با نفوذ است را رد کرد؛ زیرا وی یکی از بازیگران انگشت شمار جوانی است که به سرعت در عرصه بازیگری در حال رشد و ترقی بوده است، علیرغم اینکه مدت زیادی از اولین حضورش نگذشته است. او پاسخ داد: «خودم از این شایعه بسیار متعجب شدم، هرچند مدت کوتاهی بود، اما نقش‌های فرعی را هم بازی کرده بودم و نسخه‌های جوان‌تر را بازی می‌کردم، شاید به این دلیل بود که زودتر از دیگران نقش‌های اصلی را بازی کردم. پدرم یک شرکت فناوری اطلاعات را اداره می‌کند که در فهرست نیست. من در واقع خیلی خوب نمی‌دانم.»

## فیلم‌شناسی

### فیلم
| سال  | عنوان          | نقش          | منابع  |
| ---- | -------------- | ------------ | ------ |
| ۲۰۱۱ | سفید: آواز گرگ | جنی          | [ ۲۳ ] |
| ۲۰۱۴ | زبان عشق       | این ها       | [ ۲۴ ] |
| ۲۰۱۵ | دشمنان قانون   | پارک یونگ هی | [ ۱۱ ] |
| ۲۰۱۶ | عملیات کرومیت  | هان چه سون   | [ ۱۲ ] |

### مجموعه تلویزیونی
| سال  | عنوان                          | نقش                                  | منابع  |
| ---- | ------------------------------ | ------------------------------------ | ------ |
| ۲۰۱۰ | اشکالی نداره دختر بابا         | جونگ سه یونگ                         | [ ۲۵ ] |
| ۲۰۱۱ | درامای ویژه دختران باشگاه بیلت | کیم جو یون                           | [ ۴ ]  |
| ۲۰۱۱ | دو دوست                        | یونگ دونگ نیو                        | [ ۵ ]  |
| ۲۰۱۱ | دختر گل من                     | یانگ کوت نیم                         | [ ۶ ]  |
| ۲۰۱۲ | ماسک عروس                      | اوه موکدان/استر/بون یی               | [ ۷ ]  |
| ۲۰۱۲ | پنج انگشت                      | هونگ دامی                            | [ ۹ ]  |
| ۲۰۱۴ | نسل الهام بخش                  | یون اوک ریون                         | [ ۲۶ ] |
| ۲۰۱۴ | دکتر غریبه                     | سونگ جه-هی/هان سونگ هی               | [ ۱۰ ] |
| ۲۰۱۵ | نهایت درهم شکستگی              | یو یی ریونگ                          | [ ۲۷ ] |
| ۲۰۱۶ | افسانه اوک‌نیو                  | اوک‌نیو/ لی سو وون                    | [ ۱۳ ] |
| ۲۰۱۸ | شاهزاده بزرگ                   | سونگ جا هیون                         | [ ۱۵ ] |
| ۲۰۱۹ | آیتم                           | شین یو-یانگ                          | [ ۱۷ ] |
| ۲۰۱۹ | ملکه: عشق و جنگ                | کانگ اون کی / کانگ اون بو / هونگ یون | [ ۱۹ ] |
| ۲۰۲۰ | تولد دوباره                    | جونگ ها اون / جونگ سا بین            | [ ۲۰ ] |
| ۲۰۲۴ | پاک‌کن خاطرهٔ بد                 | کیونگ جو یون                         | [ ۲۸ ] |